# Vjetroelektrana Katuni
Vjetroelektrana Katuni ili VE Katuni sastoji se od 12 vjetroagregata ukupne instalirane električne snage 34,2 megavata (MW). Iskorištavanjem čistog i obnovljivog izvora energije, predviđa se da će vjetroelektrana proizvoditi prosječno 95 GWh električne energije godišnje. To je dovoljna količina energije da zadovolji godišnju potražnju više od 24 000 ljudi u Hrvatskoj. Katuni su selo u općini Šestanovac, nedaleko od grada Omiša. S obzirom na izvrsne brzine vjetra na položaju, ukupna visina vjetroagregata je manja od 150 metra (103 metra je promjer rotora). Vjetroelektrana Katuni je u vlasništvu tvtke Vjetroelektrana Katuni d.o.o., podružnice WPD grupacije sa sjedištem u Bremenu, Njemačka Vjetroelektrana Katuni je puštena u rad u travnju 2017. Riječ je o projektu vrijednom 40 milijuna eura.

## Vjetroelektrane u Hrvatskoj
Vjetroelektrane u Hrvatskoj su započele svoj razvoj još 1988., kada je Končar postavio prvi vjetroagregat u brodogradilištu Uljanik, koji se i danas tamo nalazi, no onda je razvoj istoga obustavljen. Danas Končar ima postavljen prvi prototip svog modernog vjetroagregata na lokaciji Pometeno brdo u blizini Splita i pokušava uhvatiti korak s ostalim poznatim proizvođačima vjetroagregata.
Promatrajući karakteristike vjetra na prostoru Hrvatske, može se zaključiti da Hrvatska ima na desetke područja koja imaju zadovoljavajući vjetropotencijal za izgradnju elektrana. Mjerenja određenih karakteristika vjetra (brzina, smjer, učestalost) pokazala su kako je za iskorištavanje energije vjetra povoljnije područje Jadrana od kontinentalnog dijela Hrvatske. Stoga su prve hrvatske vjetroelektrane izgradene upravo na tom području.
U Hrvatskoj je trenutno 20 vjetroelektrana koje su u normalnom radu (kolovoz 2018.) i koje isporučuju električnu energiju u elektroenergetski sustav Hrvatske. Instalirana snaga svih vjetrolektrana je 570 MW, u radu je 254 vjetroagregata koji isporučuju godišnje oko 1 475 GWh električne struje. Za usporedbu Termoelektrana Plomin ima snagu 330 MW i isporučuje godišnje oko 2 173 GWh električne struje.

## Poveznice
- Vjetroelektrane u Hrvatskoj